# Święty Mateusz (obraz El Greca)
Święty Mateusz – obraz hiszpańskiego malarza pochodzenia greckiego Dominikosa Theotokopulosa, znanego jako El Greco.
Portret Mateusza Apostoła należał do cyklu zwanego Apostolados. El Greco kilkakrotnie podjął się namalowania cyklu dwunastu portretów świętych i portretu Zbawiciela. Do dziś zachowały się w komplecie jedynie dwa zespoły; jeden znajduje się w zakrystii katedry w Toledo, a drugi w Museo del Greco.

## Historia

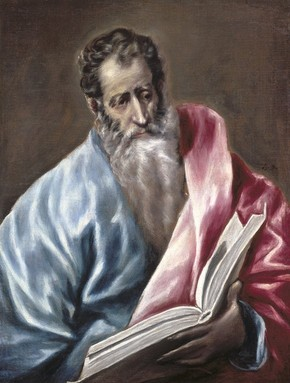
Święty Mateusz wersja z Almadrones

Seria Apostolados z Museo del Greco składała się w trzynastu wizerunków apostołów i Chrystusa, z wyjątkiem św. Mateusza (jego miejsce zajmuje św. Paweł). Sześciu z nich ma zwrócone głowy w prawo, kolejnych sześciu w lewo, w centrum znajdował się wizerunek Chrystusa Zbawiciela. Pochodzenie całej serii i historia ich pozyskania przez muzeum nie jest do końca jasna. Do niedawna sądzono, że pochodziły ze Szpitala Santiago de Toledo, do którego trafiły w roku 1848, po konfiskacie dóbr kościelnych. Stamtąd zostały przeniesione do kościoła w klasztorze św. Piotra z Werony (San Pedro Martir), a następnie do Regionalnego Muzeum założonego w klasztorze San Juan de los Reyes. W ostatnim czasie odkryto dokumentację, na podstawie której stwierdzono, że płótna nie należały do Szpitala Santiago de Toledo, ale do Przytułku dla biednych pw. św. Sebastiana (Asilo de Pobres de San Sebastián) założonego w 1834 roku. Obrazy zostały ofiarowane przytułkowi przez Marceliana Manuela Rodrigueza, proboszcza mozarabskiego kościoła św. Łukasza. W 1909 roku obrazy przeniesiono do utworzonego z inicjatywy markiza de la Vega Inclán muzeum i od tamtej pory należą do jego stałej kolekcji.

## Opis obrazu
Wizerunek Mateusza Ewangelisty zachował się we wszystkich czterech większych i zachowanych cyklach Apostolados jakie namalował El Greco. W wersji z Museo del Greco i Katedry w Toledo Mateusz przedstawiony został w 3/4 postaci, jako stary mężczyzna z siwym zarostem. W prawej dłoni trzyma pióro, a w lewej otwartą księgę, czyli swoje atrybuty twórcy jednej z Ewangelii. Na sobie ma szatę w kolorze lazurowym i szkarłatny płaszcz. W wersji z San Feliz czy z wersjach z tzw. cykli Arteche i Almadrones, Mateusz Ewangelista przedstawiony został w 1/2 postaci; nie widać pióra w prawej ręce a jedynie otwarty manuskrypt. U Mateusza z San Feliz, u góry widnieje mylna inskrypcja S.PHELPE,. Tylko w toledańskiej wersji święty ma spuszczony wzrok na otwarte stronice, we wszystkich pozostałych jego spojrzenie wędruje gdzieś w bok. ⋅

## Inne wersje
- Święty Mateusz – (1608-14)[2] (1605-10)[3], 100 × 76 cm, Katedra w Toledo
- Święty Mateusz – (1603-08)[2] (1610-1615)[4], 70 × 53 cm, Muzeum Sztuk Pięknych w Oviedo; w górnym lewym rogu znajduje się błędna inskrypcja S.PHELPE
- Święty Mateusz – (1603-08), 36 × 26 cm, Muzeum Sztuk Pięknych w Bilbao
- Święty Mateusz – (1610-14)[2] (1610-14)[3], 72 × 55 cm, Indianapolis Museum of Art (wersja Almadrones)